# Conoderus bifoveatus
Conoderus bifoveatus là một loài bọ cánh cứng trong họ Elateridae. Loài này được Palisot de Beauvois miêu tả khoa học năm 1807.